# Uniqa Classic
L'Uniqa Classic est une course cycliste par étapes disputée en Autriche. Créée en 1953, elle s'est appelée Vienne-Rabenstein-Gresten-Vienne (en allemand : Wien-Rabenstein-Gresten-Wien) jusqu'en 2001, où elle a été rebaptisée Uniqa Classic, du nom de la société d'assurance Uniqa, principal sponsor. Elle a fait partie de l'UCI Europe Tour en 2005, en catégorie 2.1, mais n'a plus été organisée depuis.

## Palmarès
| - 1953 : Frank Becksteiner - 1954 : Adolf Christian - 1955 : Richard Durlacher - 1956 : Adolf Christian - 1957 : Heinz Klöckl - 1958 : Walter Müller - 1959 : Kurt Schweiger - 1960 : Félix Damm - 1961 : Klaus Ampler - 1962 : Walter Müller - 1963 : Kurt Schattelbauer - 1964 : Kurt Schweiger - 1965 : Robert Csenar - 1966 : Siegfried Huster - 1967 : Roman Humenberger - 1968 : Rudolf Kretz - 1969 : Vlado Hajtmann - 1970 : Manfred Dähne | - 1971 : Roman Humenberger - 1972 : Frantisek Kondr - 1973 : Franz Inthaler - 1974 : Wolfgang Steinmayr - 1975 : Rudi Mitteregger - 1976 : Roman Humenberger - 1977 : Hans Summer - 1978 : Vendolin Kvetan - 1979 : Hans Summer - 1980 : Johann Lienhart - 1981 : Christian Pail - 1982 : Helmut Wechselberger - 1983 : Reinhard Popp - 1984 : Franz Spilauer - 1985 : Johann Lienhart - 1986 : Ondrej Glajza - 1987 : Johann Lienhart - 1988 : Albert Hainz | - 1989 : Albert Hainz - 1990 : Dietmar Hauer - 1991 : Roman Kreuziger - 1992 : Andreas Langl - 1993 : Georg Totschnig - 1994 : Franz Stocher - 1995 : Andreas Lebsanft - 1996 : Léon van Bon - 1997 : Roberto Pistore - 1998 : Niki Aebersold - 1999 : Maurizio Vandelli - 2000 : Maurizio Vandelli - 2001 : Maurizio Vandelli - 2002 : Adam Homolka - 2003 : Roger Hammond - 2004 : Kjell Carlström - 2005 : Bram de Groot |